# Cristian Frangopol

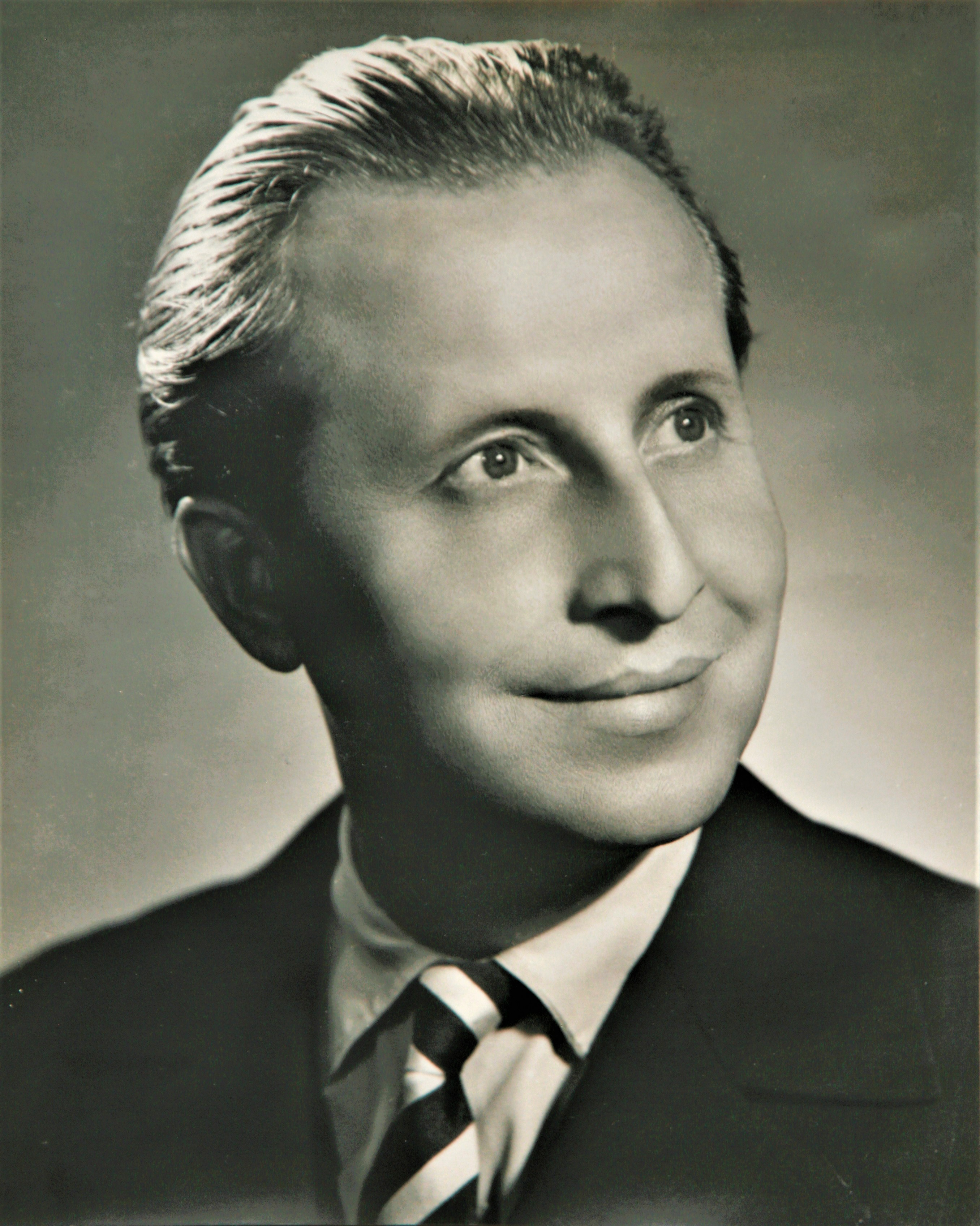
Cristian Frangopol

Cristian Frangopol (n. 5 decembrie 1919, București – d. 23 noiembrie 1989) a fost ofițer activ, asistent de regie, colaborator al ziarului Rampa, referent literar, regizor, creatorul și principalul animator al Teatrului de Marionete din Arad.

## Biografie

### Studii
Cristian Frangopol a absolvit Facultatea de Litere și Filosofie din București în 1947, unde l-a avut ca profesor, printre alții, pe George Călinescu.

### Activitate
- A fost ofițer activ în Regimentul de Artilerie Antiaeriană din București între anii 1942 – 1947,
- Asistent de regie la Teatrul Național din București 1947-1948,
- Colaborator al ziarului Rampa, referent literar la Teatrul de Stat Arad (1948-1950).
- Regizor la Teatrul de Marionete din Arad de la întemeierea acestei instituții (1951), realizând marea majoritate a spectacolelor în prima perioadă de activitate.

A fost creatorul și principalul animator al Teatrului de Marionete din Arad. Câteva titluri de spectacole puse în scenă: 
- "Cei cinci chinezi" de Mihai Crișan și Ildiko Kovacs - 1955;
- "Crăiasa  zăpezilor" - 1956;
- "Dacă toți am fi leneși "de Xenia și Aurel Boeșteanu - 1962;
- "Poveste despre un băiat mic" de Alecu Popovici - 1963;
- "Harap Alb" - 1964;
- "Vrăjitorul din Oz";
- "Minunatele aventuri ale lui Nils prichindelul";
- "Povestea porcului" de Viorica Filipoiu și Veronica Porumbacu - 1965;
- "Melodie și ritm pe sfori" – la care a semnat atât scenariul cât și muzica - 1965;
- "Isprăvile lui Perurima" de E. Acuna (Argentina) - 1966;
- "Crăiasa zăpezilor", regia Cristian Frangopol, scenografia Fr. Toth

In memoriam Cristian Frangopol a fost deschisă și o expoziție dedicată celui care a fost fondatorul, primul director și, mai bine de trei decenii, regizor al Teatrului de Marionete Arad. 

Vreme de zece zile, în expoziția „In momoriam -  Cristian Frangopol” au intrat peste 700 de vizitatori, dintre care aproape 500 de copii. 
„Mă bucur că expoziția despre istoria marionetelor – “In memoriam – Cristian Frangopol” – a avut un real succes. Am avut în cele zece zile de expoziție, câteva sute de vizitatori, dintre care mulți școlari și preșcolari. Aceștia din urmă au fost deosebit de încântați de demonstrațiile practice de mânuire a marionetelor pe care le-am organizat în cadrul expoziției. Această reușită, îmi intărește convingerea că, muzeul trebuie să vină în întâmpinarea dorințelor publicului, să se deschidă publicului, atât către cei mici, dar și către cei mari, ajutându-i să descopere lucruri noi, deosebite, dar în primul rând interactive.” - declară Bogdan Blaga, manager interimar al Complexului Muzeal Arad 

## O poveste fabuloasă de 70 de ani
Primul spectacol pe scena Teatrului de Marionete Arad s-a jucat la data de 7 mai 1951, dată de care se leagă apariția Teatrului de Marionete în peisajul cultural arădean. Istoria marionetelor arădene se leagă de numele maestrului Cristian Frangopol, fondatorul și primul director al Teatrului de Marionete Arad.
Gongul inaugural a răsunat pentru piesa „Galoșul fermecat”. Nume intrate deja în istoria marionetelor au dat viață personajelor acestui spectacol: Elena Gherdan, Olimpia Didilescu, Puica Marin, Florica Mihăilescu, Maria Frangopol, Elena Atanasiu, Elena Caroviță, Astra Lumcovschi și Elena Birta, îndrumate de Sanda Diamandescu și Cristian Frangopol, care au semnat direcția de scenă, alături de scenografii A. Brătășanu și A. Wilke.
Micuța scenă a Teatrului de marionete animată de generații de artiști valoroși a dat viață personajelor din basme. Astfel repertoriul Teatrului este bogat în spectacole, adaptate după celebre basme cum ar fi: „Hansel și Gretel”, „Prâslea cel voinic și merele de aur”, „Cenușăreasa”, „Dumbrava minunată”, „Cei trei purceluși”, „Albă ca zăpada”, „Spărgătorul de nuci”, „Regele cerb”, „Făt Frumos din lacrimă”, „Sindbad Marinarul”, „Capra cu trei iezi”, „Scufița roșie”, „Motanul încălțat” „Piticul roșcovan”, „Prințesele vrăjite”, „Tovarășul de drum-3D”, „Pinocchio-3D”, „Jack și vrejul de fasole”, „Greuceanu”, „Gulliver în țara Lilliput”, ,,Croitorașul cel viteaz” etc.
Tot în memoria sa au fost expuse la Arad în anul 2019 marionete vechi de zeci de ani, realizate pentru spectacolele regizate de Cristian Frangopol, cel care a înființat, acum 68 de ani, Teatrul de Marionete Arad. Cei mai mici dintre vizitatori vor face cunoștință cu personaje de poveste din cele peste 70 de premiere ale lui Cristian Frangopol, iar cei trecuți de prima tinerețe își vor putea reîntâlni eroii copilăriei, pe care i-au urmărit pe scena Teatrului. În cei 30 de ani de activitate regizorală a lui Frangopol.